# Chevron Corporation
Chevron Corporation (NYSE CVX) és una empresa energètica multinacional nord-americana. La segona empresa que va sortir directament de Standard Oil, originalment coneguda com a Standard Oil Company de Califòrnia (o simplement Socal o CalSo), té la seu a San Ramon, Califòrnia, i està activa en més de 180 països. Chevron es dedica a tots els aspectes relacionats amb les indústries del petroli i del gas natural, inclosa l'exploració i producció d'hidrocarburs; refinació, comercialització i transport; fabricació i venda de productes químics; i generació d'energia.
Chevron remunta la seva història a la dècada de 1870. La companyia va créixer ràpidament després de la desaparició de Standard Oil mitjançant l'adquisició d'empreses i l'associació amb altres, especialment Texaco. Socal va ser una de les anomenades Set Germanes, set empreses que van dominar la indústria mundial del petroli des de mitjans de la dècada del 1940 fins a la dècada del 1970. El 1985, Socal es va fusionar amb la Gulf Oil, amb seu a Pittsburgh, i es va reanomenar Chevron; l'empresa recentment fusionada es va fusionar més tard amb Texaco el 2001. Chevron fabrica i ven combustibles, lubricants, additius i productes petroquímics, principalment a l'oest d'Amèrica del Nord, la costa del golf dels EUA, el sud-est asiàtic, Corea del Sud i Austràlia. El 2018, la companyia va produir una mitjana de 791.000 barrils d'equivalent de petroli net per dia als Estats Units.
Chevron és una de les companyies més grans del món i la segona companyia petroliera més gran amb seu als Estats Units per ingressos, només per darrere de la descendent de Standard Oil, ExxonMobil. Chevron va ocupar el lloc 16 del Fortune 500 el 2022 amb uns ingressos de 162.500 milions de dòlars, cosa que també la va situar en el lloc 37 del Fortune Global 500. La companyia també és l'última amb petroli i gas que queda del Dow Jones Industrial Average des de la sortida d'ExxonMobil de l'índex el 2020.
Chevron ha estat objecte de nombroses controvèrsies derivades de les seves activitats, la més destacada de les quals està relacionada amb les seves activitats i els passius heretats de la seva adquisició de Texaco al jaciment petrolier de Lago Agrio, que inclouen denúncies de Chevron i Texaco abocant col·lectivament 18.000 milions de tones de residus tòxics i el vessament de 17 milions de galons de petroli. Les activitats de Chevron i Texaco van ser objecte d'una demanda que Chevron va perdre davant els residents equatorians, defensada a la cort equatoriana per Steven Donziger. A causa de les acusacions de Donziger de subornar el tribunal equatorià i els posteriors càrrecs d'inhabilitació i menyspreu penal contra Donziger, Chevron va ser acusada per ecologistes i grups de drets humans d'empresonar Donziger i obligar el govern dels EUA a negar a Donziger el degut procés legal.

## Finances
L'any fiscal 2011 Chevron va registrar ingressos de 26.900 milions de dòlars, amb uns ingressos anuals de 257.300 milions de dòlars, un augment del 23,3% respecte al cicle fiscal anterior. Les accions de Chevron cotitzaven a més de 105 dòlars per acció i la seva capitalització de mercat estava valorada en més de 240.000 milions de dòlars. A partir del 2018, Chevron ocupa el lloc número 13 a la classificació Fortune 500 de les corporacions més grans dels Estats Units per ingressos totals.
| Any  | Ingressos en milions de dòlars | Ingressos nets en milions de dòlars | Preu per acció in US$ | Empleats |
| ---- | ------------------------------ | ----------------------------------- | --------------------- | -------- |
| 2005 | 198,200                        | 14,099                              | 47.89                 |          |
| 2006 | 210,118                        | 17,138                              | 57.58                 |          |
| 2007 | 220,904                        | 18,688                              | 63.07                 |          |
| 2008 | 273,005                        | 23,931                              | 82.42                 |          |
| 2009 | 171,636                        | 10,483                              | 84.90                 |          |
| 2010 | 204,928                        | 19,024                              | 70.17                 |          |
| 2011 | 253,706                        | 26,895                              | 78.13                 |          |
| 2012 | 241,909                        | 26,179                              | 100.85                |          |
| 2013 | 228,848                        | 21,423                              | 107.55                | 64,600   |
| 2014 | 211,970                        | 19,241                              | 120.23                | 64,700   |
| 2015 | 138,477                        | 4,587                               | 120.51                | 61,500   |
| 2016 | 114,472                        | −0,497                              | 96.36                 | 55,200   |
| 2017 | 141,722                        | 9,195                               | 99.87                 | 51,900   |
| 2018 | 166,339                        | 14,824                              | 111.45                | 48,600   |
| 2019 | 146,516                        | 2,924                               | 119.63                | 48,200   |
| 2020 | 94,692                         | −5,543                              | 88.27                 | 47,736   |
| 2021 | 162,465                        | 15,625                              | 104.21                |          |

## Imatge corporativa
El primer logotip mostrava la llegenda "Pacific Coast Oil Co.", el nom adoptat per l'empresa quan es va establir el 1879. A les versions successives hi havia la paraula "Standard" (per "The Standard Oil of California"). L'any 1968, la companyia va introduir per primera vegada al seu logotip la paraula "Chevron" (que es va introduir com a marca als anys 30). El juliol de 2014, el disseny del logotip de Chevron Corporation es va canviar oficialment, tot i que s'utilitza des de l'any 2000. El 2015, el logotip s'havia canviat diverses vegades, amb tres combinacions de colors diferents aplicades al logotip. El logotip era gris, després blau i en acabat es va tornar vermell abans de tornar al gris platejat que és a la dècada del 2020.

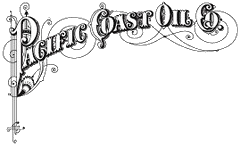
1879–1906 ("Pacific Coast Oil Co.")
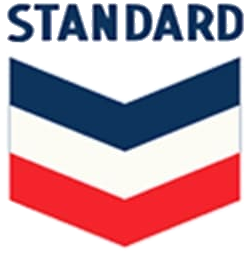
1931–1948
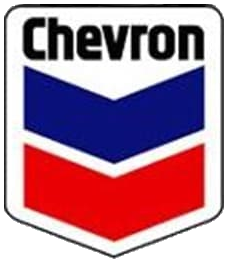
1968–2007
2006–present[14]

## Jocs d'ordinador
L'estiu de 1992, Maxis, els creadors de SimCity, van iniciar una divisió dins de la seva empresa anomenada Maxis Business Simulations (MBS), que s'encarregava de fer simulacions professionals serioses que semblaven i jugaven com els jocs de Maxis. El primer projecte per a MBS va ser fer un joc sobre una refineria de petroli per a Chevron, que finalment es va anomenar SimRefinery. Com que les refineries de petroli són plantes de procés increïblement complicades, Chevron volia que Maxis les convertís en un joc com SimCity, com a eina de formació per ensenyar als empleats de la seva refineria de petroli a Richmond, Califòrnia, com funcionava la refineria. SimRefinery es va acabar a la tardor de 1992 i es va lliurar a Chevron. Tot i que els especialistes en formació de Chevron van elogiar l'efectivitat de l'entrenament del joc, SimRefinery no va tenir un ús generalitzat dins de l'empresa i finalment es va suspendre. El juny de 2020, es va recuperar una còpia de treball de SimRefinery i es va penjar a l'Internet Archive, donant al públic la primera oportunitat de jugar al joc històric.